# Tapic Kenso Hiyagon Stadium
Das Tapic Kenso Hiyagon Stadium (jap. タピック県総ひやごんスタジアム, Tapikku Kensō Hiyagon Sutajiamu), auch bekannt als Okinawa Athletic Park Stadium, ist ein Fußballstadion mit Leichtathletikanlage in der japanischen Stadt Okinawa der gleichnamigen Präfektur.  Es ist die Heimspielstätte der Fußballvereine FC Ryūkyū und Okinawa SV. Die 1987 eröffnete Anlage hat ein Fassungsvermögen von 12.270 Zuschauern. Die Haupttribüne verfügt über 7000 Plätze (Steh- und Sitzplätze, inkl. 11 behindertengerechten Plätzen). Die Gegentribüne bietet 3840 Plätze mit sechs behindertengerechten Plätzen sowie hinter den Toren 1430 Plätze. Seit Juni 2018 heißt die Sportanlage aus Sponsorengründen Tapic Kenso Hiyagon Stadium.
Das Fußballstadion ist Teil des 70,4 Hektar großen Okinawa Comprehensive Athletic Park. Neben dem Stadion umfasst er u. a. eine weitere Leichtathletikanlage mit Fußballfeld, ein Rugbyspielfeld, Tennisplätze, eine Turnhalle, ein Schwimmbad, ein Freizeitbad mit Wasserrutschen, ein Autocampingplatz und einen Fahrradverleih.

## Galerie

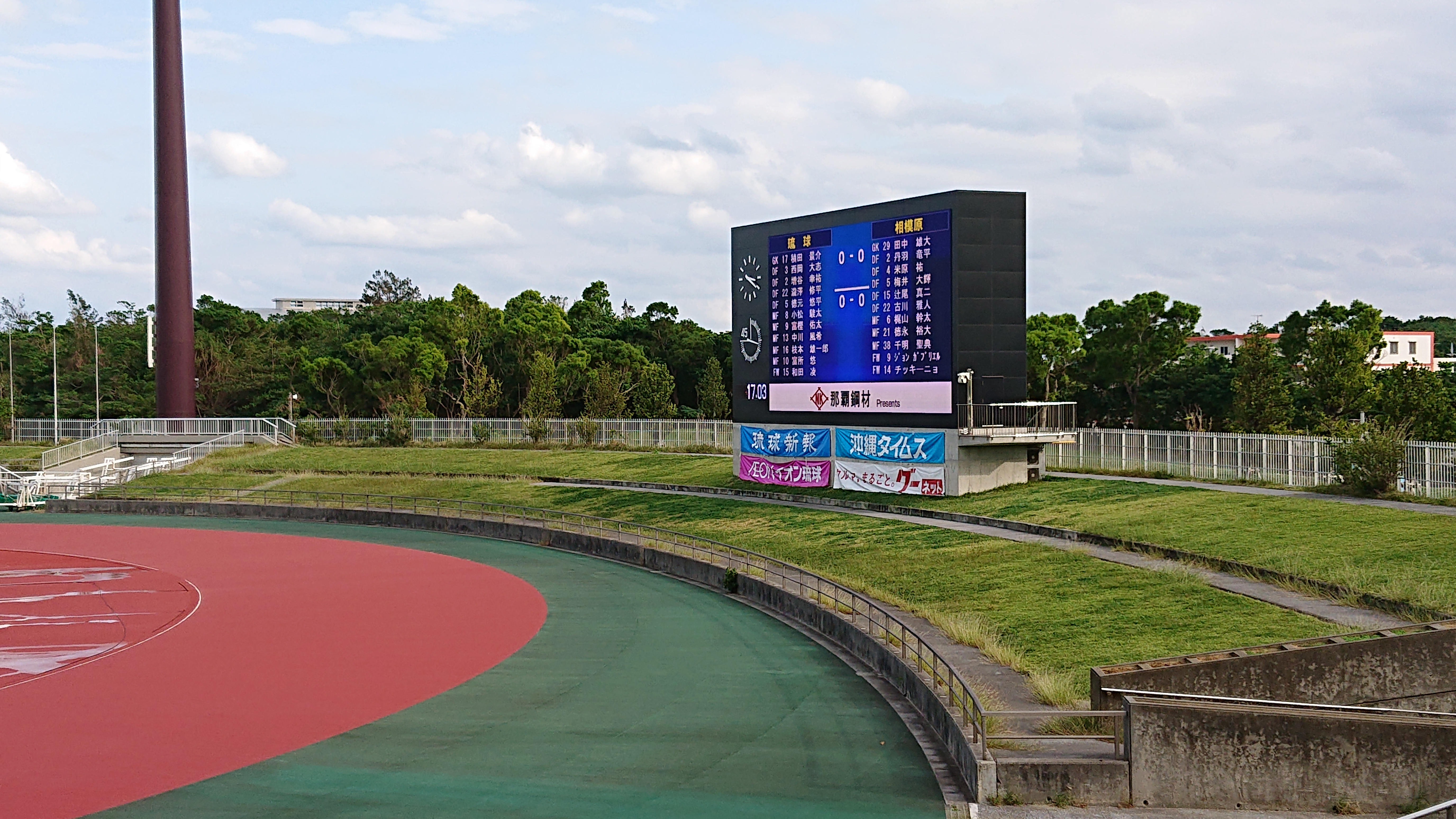
Eine der beiden Videowände (November 2018)
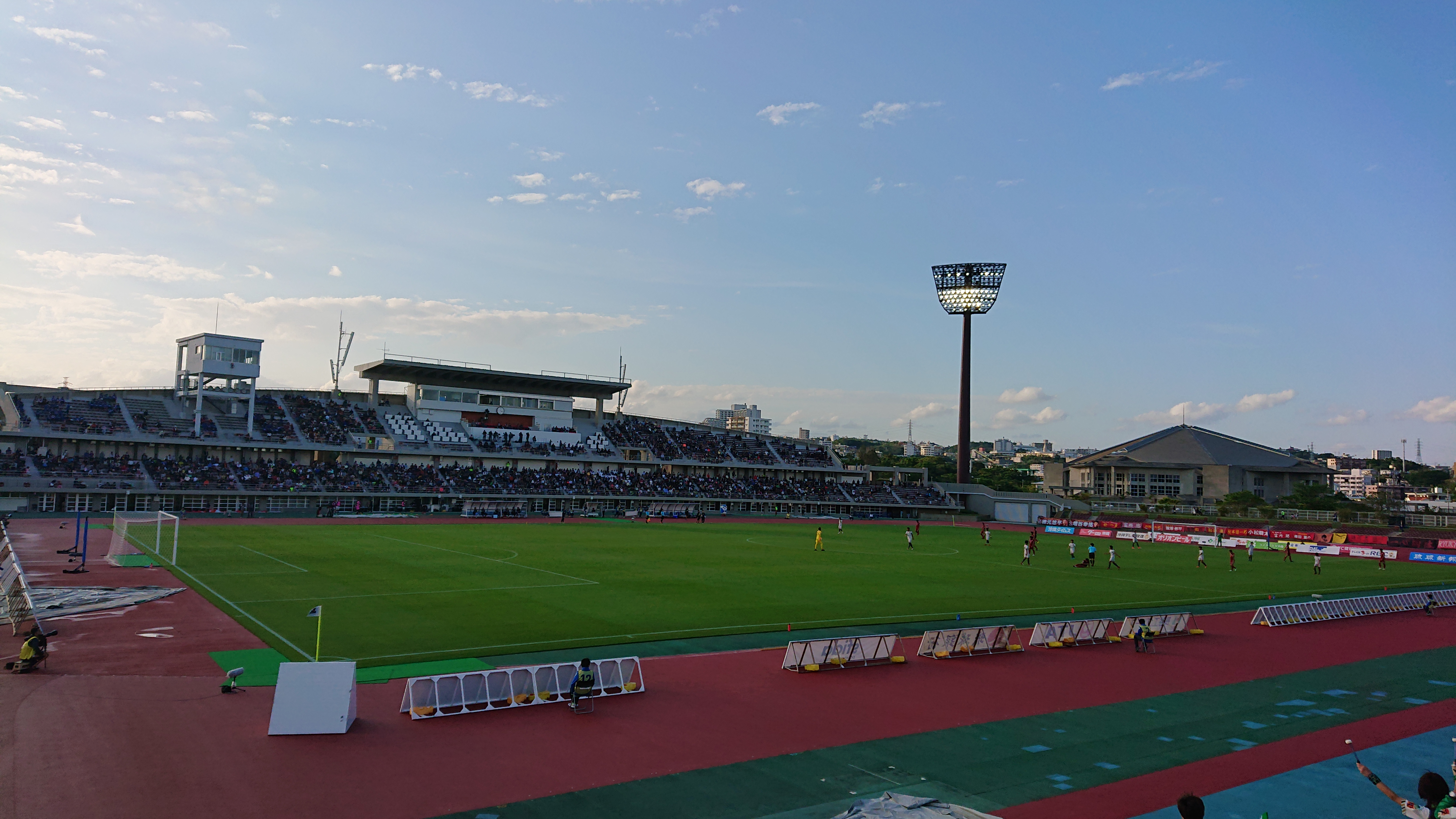
Blick auf die Haupttribüne (November 2018)
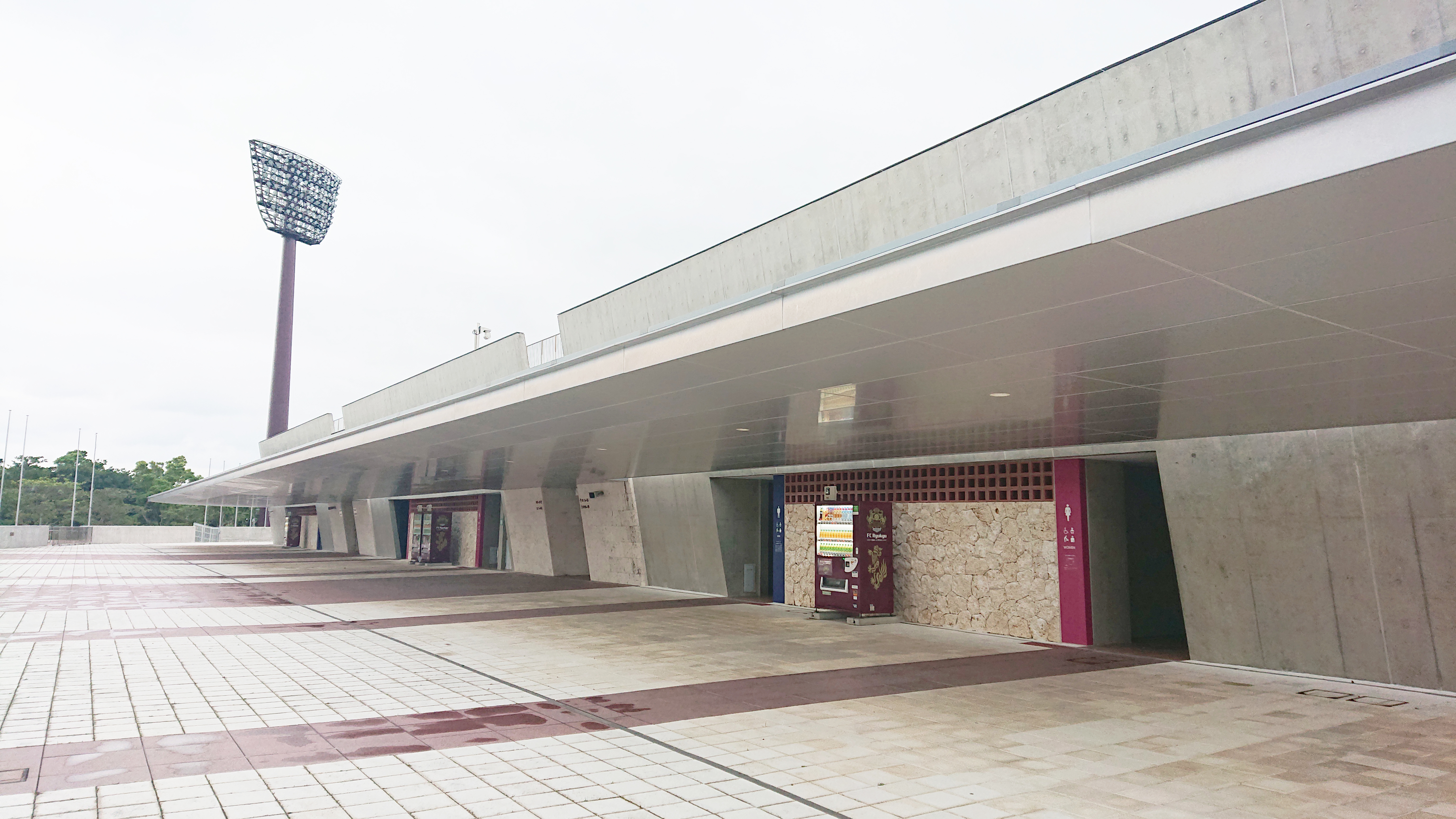
Eingangsbereich (November 2018)